# Tathodelta furvitincta
Tathodelta furvitincta là một loài bướm đêm trong họ Noctuidae.